# Партенопа (Гендель)
«Партенопа» (італ. Partenope, HWV 27) — опера Георга Фрідріха Генделя, вперше показана в Театрі Її Величності у Лондоні 24 лютого 1730 року.

## Дійові особи
- Партенопа, Королева Неаполя (сопрано)
- Арсаче, Принц Коринфа (альт)
- Арміндо, Принц Родоський (контральто)
- Еміліо, Принц Кумський (тенор)
- Росміра/Єрімена, кохана Арсаче (контральто)
- Ормонт (бас)